# Ekfantides
Ekfantides (gr. Ἐκφαντίδης Ekphantídes) − ateński poeta komiczny, przedstawiciel komedii starej.
Jego akme przypadała między życiem Magnesa a życiem Kratinosa i Teleklejdesa. Przeczy temu jedynie możliwa interpretacja wyrażenia Aspazjusza [ad Aristot. Eth. Nicom. IV 2]  τῶν ἀρχαίων παλαιότατον ποιητήν − można je rozumieć jako świadczące, że Ekfantydes żył wcześniej, niż Chionides i Magnes. Interpretacji takiej przeczy jednak przekaz Arystotelesa [Poet. V 3], że przed Magnesem poeci utrzymywali chóry z własnych środków, podczas gdy w Polityce [VIII 6] Arystoteles pisze o choregu Ekfantidesa. Zachowała się także inskrypcja świadcząca, że komedia Ekfantidesa Peiras została wystawiona przez chorega. Ponadto ze scholiów do Arystofanesa wiadomo, że Ekfantides wchodził w spory z Andoklesem, którego często wymieniają Kratinos i Teleklejdes, nie mógł więc żyć dużo wcześniej niż oni. Ostatecznie życie Ekfantidesa można datować na połowę V w. p.n.e.
Rywale Ekfantidesa przypisywali mu przydomek Καπνίας, którego znaczenie nie jest jasne. Uczestniczył w rywalizacji między komediopisarzami attyckimi megarejskimi, wyśmiewając archaiczność i toporność komedii megarejskiej. Sam zaś był z tego samego powodu wyśmiewany przez komediopisarzy późniejszych, Arystofanesa, Kratinosa i innych. Istnieje też przekaz Hezychiusza, że w tworzeniu komedii Ekfantidesowi pomagał jego niewolnik Choirilos, 
Zachowało się kilka tytułów komedii, których autorstwo przypisywano Ekfantidesowi i nieliczne fragmenty. Do pewnych należą Satyroi, których krótki fragment przekazał Atenajos i poświadczona przez inskrypcję komedia Peirai.